# Monumento a Jan Kochanowski (Radom)
Il monumento a Jan Kochanowski (Pomnik Jana Kochanowskiego) è un monumento di Radom dedicato allo scrittore polacco Jan Kochanowski. È situato ai margini del parco Tadeusz Kościuszko, nei pressi del palazzo Sandomierski.

## Storia

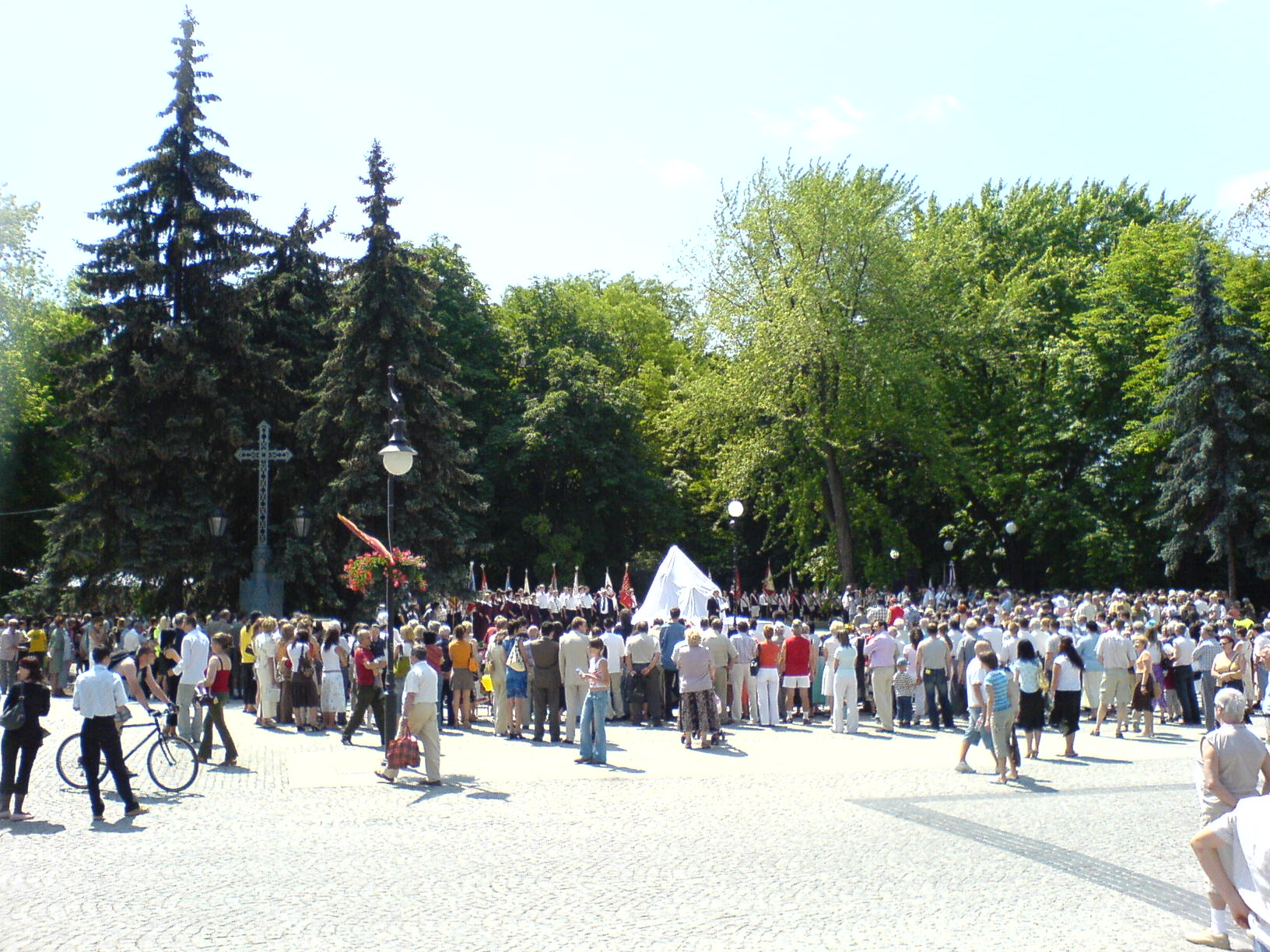
La cerimonia di inaugurazione del monumento.

L'iniziativa per dedicare un memoriale al Kochanowski nella città di Radom nacque nel 2001 dal Comitato Sociale per la Salvaguardia dei Monumenti di Radom. Nell'aprile del 2003, il consiglio comunale approvò la costruzione del monumento nella sua ubicazione attuale. Nello stesso anno fu indetto un concorso per scegliere l'autore e il comitato scelse Jan Kucz, un professore dell'Accademia di belle arti di Varsavia, già autore di una statua di Cyryl Ratajski a Poznań (2002) e di un monumento a Frédéric François Chopin a Breslavia (2004). Il costo dei lavori, finanziati dal ministero della cultura e del patrimonio nazionale, costò duecentomila sloti. L'opera venne fusa nel bronzo in un impianto di attrezzature tecniche di Gliwice. Il monumento venne inaugurato ufficialmente il 24 giugno 2006 durante una celebrazione cittadina.

## Descrizione

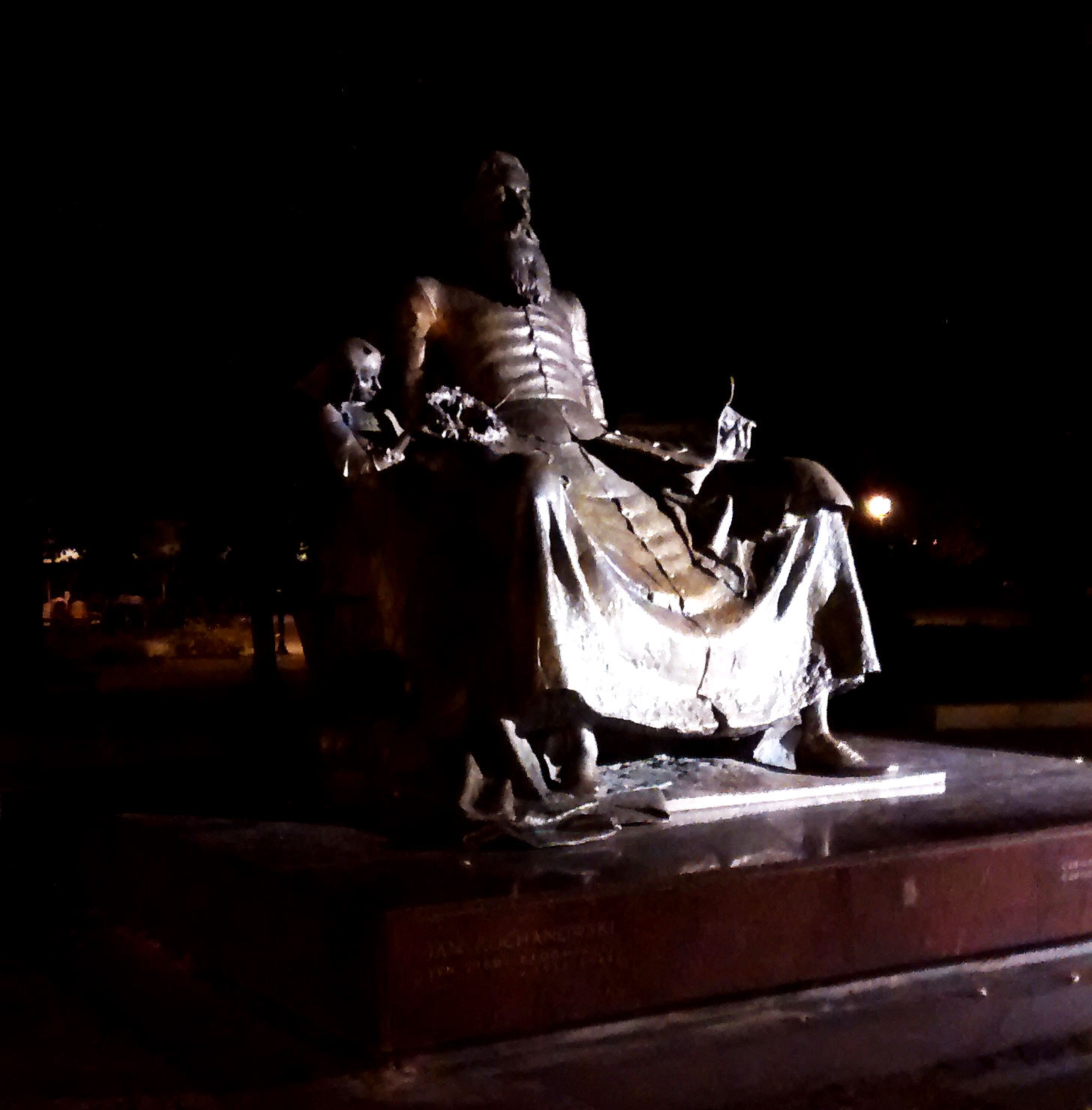
La scultura di notte.

Il monumento poggia su un piedistallo basso in granito rosso e si tratta di una statua bronzea dal peso di tre tonnellate circa e alta 2 metri e 70 centimetri. L'opera raffigura Kochanowski seduto su una sedia in compagnia della figlia Urszula, detta "Urszulka", la cui morte prematura ispirò le trenodie che presero il nome di Lamenti. Il poeta indossa uno zupan, un abito tipico dell'Europa orientale dell'epoca, e tiene un libro aperto nella mano sinistra e una penna d'oca in quella destra. Urszulka regala al padre una corona d'alloro simbolica. Il volto del poeta riprende quello di un epitaffio rinascimentale nella Chiesa dell'Esaltazione della Santa Croce a Zwoleń, vicino Radom. Sul piedistallo è presente la seguente iscrizione:

SYN ZIEMI RADOMSKIEJ

1530 – 1584 
»

FIGLIO DELLA TERRA DI RADOM

1530 – 1584 
»
Sul retro del piedistallo si trovano delle informazioni sull'autore, gli iniziatori e gli sponsorizzatori del monumento. I dintorni sono stati progettati da Andrzej Wyszyński in collaborazione con Mariusz Antos.